# Capo Elizaveta
Capo Elizaveta (in russo мыс Елизаветы, mys Elizavety) è il punto più settentrionale dell'isola di Sachalin e si trova sulla penisola di Schmidt (полуостров Шмидта, poluostrov Šmidta) che si protende nel mare di Ochotsk. 
È stato così chiamato, nel 1805, da Adam Johann von Krusenstern in onore di Elizaveta Alekseevna, moglie dello zar Alessandro I. Nel 1932 vi è stato eretto un faro.